# Nedajno
Nedajno este un sat din comuna Plužine, Muntenegru. Conform datelor de la recensământul din 2003, localitatea are 21 de locuitori (la recensământul din 1991 erau 51 de locuitori).

## Demografie
În satul Nedajno locuiesc 21 de persoane adulte, iar vârsta medie a populației este de 62,0 de ani (52,9 la bărbați și 70,2 la femei). În localitate sunt 11 gospodării, iar numărul mediu de membri în gospodărie este de 1,91.
Populația localității este foarte eterogenă.
|  |

| Demografie | Demografie | Demografie |
| An         | Locuitori  | Locuitori  |
| ---------- | ---------- | ---------- |
|            |            |            |
|            |            |            |
|            |            |            |
|            |            |            |
| 1948       | 221        |            |
| 1953       | 270        |            |
| 1961       | 257        |            |
| 1971       | 201        |            |
| 1981       | 86         |            |
| 1991       | 51         | 51         |
| 2003       | 21         | 21         |

| \| Componența etnică conform recensământului din 2003[2] \| Componența etnică conform recensământului din 2003[2] \| Componența etnică conform recensământului din 2003[2] \| Componența etnică conform recensământului din 2003[2] \| Componența etnică conform recensământului din 2003[2] \| \| ----------------------------------------------------- \| ----------------------------------------------------- \| ----------------------------------------------------- \| ----------------------------------------------------- \| ----------------------------------------------------- \| \| \| \| \| \| \| \| Muntenegreni \| Muntenegreni \| \| 13 \| 61,9% \| \| Sârbi \| Sârbi \| \| 7 \| 33,33% \| \| necunoscută \| necunoscută \| \| 0 \| 0% \| |              |  |    |        |
| Componența etnică conform recensământului din 2003 |              |  |    |        |
| |              |  |    |        |
| Muntenegreni | Muntenegreni |  | 13 | 61,9%  |
| Sârbi | Sârbi        |  | 7  | 33,33% |
| necunoscută | necunoscută  |  | 0  | 0%     |